# Baseballpositioner
Baseballpositioner er de ni forskellige defensive roller, der findes i baseball. De 9 spillere på udeholdet, der skal forsvare sig mod det andet holds offensiv, kaldes fieldere.
De ni positioner har hver deres ansvar på en bane, men sammenspil er naturligvis en central del af forsvarsspillet. Fieldernes placering er fastlagt nøje og varierer stort set ikke fra hold til hold, selvom der dog i sjældne tilfælde kan forekomme væsentlige ændringer midt i en kamp, hvis man vil forsvare sig mod en batter med en helt særlig – eller forudsigelig – teknik.
Det at gribe, kaste og nå hen til en bold kaldes at fielde.
Fieldere deles op i to grupper: infieldere (1. basemand, 2. basemand, 3. basemand og shortstop) samt outfieldere (left-, center- og rightfielder). Desuden er der pitcheren og catcheren, som tilsammen kaldes the battery.
I American League, den ene af ligaerne i Major League Baseball, må et hold gerne sætte en anden spiller til at batte i stedet for pitcheren. Denne person kaldes the designated hitter. Eftersom han ikke deltager i defensiven, betragtes dette dog ikke som en baseballposition.

## The battery

### Pitcher (P)
Pitcherens største opgave er at kaste gode pitches og derved gøre livet nemmere for de andre fieldere på holdet. Imidlertid spiller han også en rolle i den almindelige defensiv. Ofte er det hans job at dække 1. base, hvis 1. basemanden af en eller anden grund bliver nødt til at forlade sin plads for at nå til bolden.
Pitcheren kan selvfølgelig hjælpe sig selv ved at gribe bolde, der kommer imod ham, men ofte er reaktionstiden så kort, at det sikreste er at holde sig fra boldens bane for at undgå skader.
Nogle pitchere kaster deres pitches på en sådan måde, at de er i en god position til at fielde bolden, hvis der skulle komme en ground ball imod dem. Andre pitchere har en mere voldsom pitchingbevægelse, som forstyrrer deres balance efter kastet. Dette er afgørende for, om pitcheren kan være en god eller dårlig fielder.
I realiteten spiller pitcherens defensive evner dog ikke nogen stor rolle, da han sædvanligvis kun får få muligheder for at deltage i forsvaret i løbet af en kamp.
Pitchere kan være både højre- og venstrehåndede.

### Catcher (C)
Catcheren arbejder tæt sammen med pitcheren. Det er catcheren, der bestemmer, hvilke pitches der skal kastes, og det er således nødvendigt at have stor indsigt i spillet og være godt informeret om modstanderholdets battere.
Normalt har catcheren en stor, ekstra polstret handske, så han nemmere kan gribe pitcherens kast.
Catcheren skal være i stand til at blokere skæve pitches, så de ikke ryger forbi catcheren og dermed lader mostanderholdets løbere komme en base frem. Desuden skal catcheren have et stærkt og præcist kast, så han kan kaste bolden hurtigt til 2. eller 3. base, hvis en løber forsøger at stjæle en base.
Pga. den udsatte position har catcheren en masse beskyttelsesudstyr på: benskinner, hjelm, maske, skridtbeskytter og brystpanser. Det er catcherens opgave et blokere home plate, hvis en løber forsøger at score et point. Dette må dog kun ske, hvis catcheren har bolden (eller den bliver kastet til ham i tide). Disse blokeringer resulterer ofte i dramatiske kollisioner, da løberen må gøre stort set alt for at slå bolden væk fra catcheren og komme sikkert i mål. Hjernerystelser er ikke et usædvanligt resultat af sådanne sammenstød.
Catchere er typisk højrehåndede.

## Infieldere
Infieldere spiller som navnet antyder i infielden. De skal have gode reflekser, eftersom de typisk kun har kort reaktionstid. Det er ikke nødvendigt med udpræget hurtighed, men atleticisme og reflekser er derimod kerneegenskaber. Infieldere behøver ikke have lige så stærke kastearme som outfieldere, da de skal kaste kortere vej, men derimod kræves præcision, pålidelighed og hurtig afvikling. 1. basemanden kan være både højre- og venstrehåndet. En venstrehåndet 1. basemand vil have en fordel, når der skal kastes til 2. eller 3. base. De tre øvrige infieldere er typisk højrehåndede pga kasteretningen mod 1. base.

### 1. basemand (1B)
1. basemanden (first baseman) har hovedsageligt til opgave at gribe bolde, der bliver kastet fra de andre fieldere, mens han rører 1. base, så batteren bliver dømt ude. Imidlertid skal 1. basemanden også være i stand til at fielde de bolde, der bliver slået mod ham, og en gang imellem deltager han også i mere komplicerede defensive kombinationer. Hvis det eksempelvis forventes, at batteren vil forsøge at bunte, skal 1. basemanden være klar til at løbe hen mod bolden og få den kastet til pitcheren, der så dækker 1. base. 1. basemanden har en speciel og lidt større handske end de øvrige infieldere.
1. og 3. basemanden går under fællesbetegnelsen corner infielders.
Der er en tendens til, at 1. basemænd er langsomme og ikke nødvendigvis blandt de bedste fieldere. Til gengæld er en del 1. basemænd gode hitters. Eftersom 1. basemanden er involveret i de fleste forsvarsrutiner, kan de defensive egenskaber dog ikke helt negligeres.

### 2. basemand (2B)
2. basemanden (second baseman) er placeret mellem 1. og 2. base og skal dække alle ground balls og line drives, der bliver slået til højre. Shortstop og 2. basemanden betegnes tilsammen som middle infielders.
Typisk har middle infielders mindre handsker end corner infielders, da det for 2. basemanden og shortstop er mere nødvendigt at kunne få bolden hurtigt ud af handsken igen end at have et større areal at gribe bolden med.
2. basemanden skal dække mere af infielden end 1. basemanden, og det er ofte nødvendigt at kaste sig efter bolden for at nå hen til den. Hvis bolden når forbi infielden, skal han være klar til evt. at få bolden fra en outfielder og kaste den videre (sådan en mellemstation kaldes et relay throw).
Den fornemste opgave for 2. basemanden er at udføre double plays. Et double play (forkortes DP) er i teorien enhver spilsituation, der resulterer i, at to spillere fra indeholdet bliver dømt ude (dvs. to outs på én gang). De mest sædvanlige double plays sker med en løber på 1. base. Hvis bolden slås til shortstop, skal denne hurtigt kaste bolden videre til 2. basemanden, der rører 2. base for derved at få løberen fra 1. base ud. Derefter skal 2. basemanden i samme bevægelse nå at kaste bolden videre til 1. base for også at få dømt batteren ud. Ofte bliver 2. basemanden oven i købet nødt til at undgå løberen, der vil forsøge at glide ind for at bryde det igangværende double play. Det kræver erfaring og sublim teknik gang på gang at udføre double plays.
Nogle gange vendes rollerne om i et double play. Hvis bolden slås til 2. basemanden, skal han kaste den videre til shortstop, der så skal levere den videre til 1. base. Der findes også andre typer double plays, som involverer de andre fieldere, men disse er mere sjældne.
Et triple play er en spilsituation, der resulterer i tre outs på én gang. Disse forekommer dog normalt som følge af en fejl af indeholdet eller usædvanligt (u)held.

### 3. basemand (3B)
3. basemanden (third baseman) skal fortrinsvis have gode reflekser, da han normalt bliver præsenteret for det største antal line drives mod sig. Derfor kaldes 3. base også the hot corner (det varme hjørne). Det er også godt at have en stærk kastearm, da 3. basemanden er den af infielderne, der har længst vej til 1. base.
3. basemanden deltager også i double plays, hvis bolden bliver slået til ham i stedet for shortstop.
1. basemanden og 3. basemanden har til ansvar at gribe høje bolde, der slås uden for banen, men som ikke når ud til tilskuerrækkerne (foul balls).

### Shortstop (SS)
Shortstop står placeret mellem 2. og 3. base. Hans opgaver svarer nogenlunde til 2. basemandens, bare spejlvendt. Shortstops er normalt de mest atletiske spillere på banen. De skal have en lidt stærkere arm end 2. basemænd, eftersom der er lidt længere vej til 1. base.
En vigtig evne for en shortstop er at kunne kaste i ubalance. Ofte er man nødt til at kaste modsat af den vej, man løber, eller evt. kaste fra liggende stilling.

## Outfieldere
Outfieldere er placeret i outfielden. Eftersom denne udgør størstedelen af banen, skal outfieldere være hurtige og være gode til at bedømme battede boldes flugt gennem luften. Hvis man fejlbedømmmer en bold, og den kommer forbi én i outfielden, er det en katastrofe. Outfieldere skal have en stærk, men ikke nødvendigvis præcis, kastearm for at kunne få bolden den lange vej ind til infielden, hvor modstanderholdets løbere skal slås ud. Reaktionsevne er ikke lige så central i outfielden som i infielden, da man selvsagt har bedre tid til at opfange boldens bane, hvis man står længere fra home plate. Outfieldere kan være både højre- og venstrehåndede.

### Leftfielder (LF)
Leftfielders står i den venstre tredjedel af outfielden, set fra home plate. De behøver ikke have en lige så stærk arm som de andre outfieldere, eftersom der ikke er lige så langt til 3. base, og en outfielder normalt ikke skal kaste til 1. base.
Leftfielderen skal ligesom de andre outfieldere være i stand til så hurtigt som muligt at få bolden ind til infielden. Dette kan evt. ske ved at kaste bolden til en infielder, der så kaster et relay throw. Dette kaldes at ramme the cut-off man.
Det hænder, at outfielderne skal fungere som backup for det, der sker i infielden, hvis bolden evt. skulle ryge væk.
Et af de mest prestigefyldte forsvarsspil for en outfielder er at redde en bold fra at blive en home run. Dette foregår ved, at outfielderen hopper op mod outfieldmuren og støder fra, så han kan nå op og gribe en battet bold, der ellers ville være røget ud af banen.

### Centerfielder (CF)
Centerfielderen er placeret midt i outfielden. Centerfielderen skal dække det største areal i outfielden, og dermed er både hurtighed og en stærk kastearm vigtige våben.
Centerfielderen kan en gang imellem komme ud for, at han må gribe bolden, mens han løber mod outfieldmuren, dvs. med ryggen til bolden. Dette kaldes et over-the-shoulder catch og rangerer blandt de sværeste udfordringer i baseball.

### Rightfielder (RF)
Rightfielderen står i den højre tredjedel af outfielden, set fra home plate. En rightfielder skal have en god kastearm, så han kan få bolden til 3. base for at forhindre modstanderholdets løbere i at komme for mange baser frem.

## Fieldingtaktik
Erfarne fieldere vil justere deres placering på banen, alt efter hvilken batter der skal til at slå. Hvis en shortstop fx ved, at pitcheren vil kaste en changeup, og batteren er en højrehåndet pull hitter, vil shortstop rykke nogle skridt til højre. Dette skyldes, at en changeup er et langsomt pitch, som batteren derfor vil have en tendens til at ramme for tidligt og skyde mod 3. base. Dermed vil shortstop have reddet sig nogle ekstra splitsekunder til at nå hen til bolden.
Hvis batteren har en tendens til at slå bolden et bestemt sted hen, kan det forsvarende holds træner vælge midlertidigt at lave om på fieldernes placering. Et sådant indgreb (kaldet et defensive shift) blev fx brugt mod Ted Williams af Cleveland Indians. Mindre ekstreme shifts er dog almindelige i en kamp.
Outfielderne vil bevæge sig tættere på infielden, hvis batteren normalt slår korte line drives eller ground balls. Omvendt vil de placere sig tættere på outfieldmuren, hvis batteren er en stærk hitter med tendens til lange fly balls.
Fieldernes placering kan også variere alt efter pointstillingen. Hvis udeholdet eksempelvis fører med tre point i slutningen af kampen, vil outfielderne typisk placere sig længere tilbage. Derved kan de måske ikke nå frem til en kort bold, der lige når uden for infielden, men til gengæld kan de muligvis redde de farligere lange bolde.
Hvis stillingen omvendt er tæt, og der står en løber på 3. base, kan infielderne vælge at rykke tættere på batteren for måske at kunne få løberen fra 3. out, hvis han forsøger at score.

## Talangivelser for fieldere
For nemmere at kunne nedskrive en kamps forløb (scoring), har hver af de ni defensive positioner fået tildelt et nummer som følger:
1. Pitcher
2. Catcher
3. 1. basemand
4. 2. basemand
5. 3. basemand
6. Shortstop
7. Leftfielder
8. Centerfielder
9. Rightfielder

Disse tal bruges, når man skal registrere, hvilke fieldere der har deltaget i en given kombination. Et double play, hvor shortstop kaster til 2. basemanden, som kaster videre til 1. basemanden, kaldes fx et "6-4-3 double play". Enhver forsvarsspiller, der rører bolden, tælles med. Hvis bolden eksempelvis rammer pitcheren og ryger hen til 3. basemanden, som kaster den til 1. base, skrives kombinationen "1-5-3".

## Bedømmelse af fielding
Baggrundsartikel: Baseballstatistikker
Fieldere skal overordnet være pålidelige og ikke lade sig gå på af, at de har lavet en fejl tidligere i kampen. Selvom der ikke er milevid forskel mellem de dårligste og de bedste hold i Major League Baseball hvad angår fielding, kan en god defensiv sagtens være forskellen mellem en sejr og et nederlag i en tæt kamp. Dette er i endnu højere grad tilfældet i playoffs (slutspillet).
Statistisk set er det mest brugte mål for en fielders værd, hvor mange errors ("fejl") han laver. Dette er en officiel subjektiv vurdering, og antallet af errors afspejler naturligvis ikke, hvor mange bolde han når frem til, som andre ikke ville kunne have nået. Dette tages højde for med fielding percentage, som groft sagt angiver, hvor ofte en fielder udfører de kombinationer, som man kunne forvente, pr. gang han får bolden. Fielding percentage svinger dog meget fra position til position og er desuden også afhængig af en række andre faktorer, som fielderen ikke selv har kontrol over.
De seneste år er der udviklet mere avancerede mål for fielderes evner, der skønner, hvor mange point en fielder har reddet ved sit spil. Disse statistikker tager mindre hensyn til de subjektive errors og lægger mere vægt på andre, mere subtile ting.
Efter den regulære Major League Baseball-sæson er færdig, uddeles en Gold Glove til den fielder på hver position, der har leveret den bedste individuelle defensive præstation. Prisen uddeles særskilt i begge de to ligaer.